# Ceryx kinabulensis
Ceryx kinabulensis là một loài bướm đêm thuộc phân họ Arctiinae, họ Erebidae.